# 甲磺酸铅
甲磺酸铅是一种化合物，化学式为Pb(CH3SO3)2。它可由一氧化铅和甲磺酸反应制得。以铅为阳极、石墨为阴极，通过电化学反应也能制得甲磺酸铅。它可用于铅的电化学沉积。

## 拓展阅读
- Bohao Yu, Ruidong Xu, Shiwei He, Ziyang Qin, Wenbin Wang. . Electrochemistry. 2019-07-05, 87 (4): 197–203  [2021-12-10]. ISSN 1344-3542. doi:10.5796/electrochemistry.18-00066. （原始内容存档于2021-12-01） （英语）.